# À l'assaut de la Chine
À l'assaut de la Chine (Band in China en VO) est le deuxième épisode de la saison 23 de South Park, et le 299e de la série globale.
Randy a l'idée de conclure un accord avec la Chine pour vendre sa marijuana, Stan monte un groupe de death metal et il est repéré par un producteur.

## Résumé
Alors que Stan compose une chanson pour son nouveau groupe de Death Metal (Crimson Dawn signifiant Aube Cramoisie), son père Randy annonce à la famille qu'il envisage de se rendre en Chine pour développer son entreprise de drogues Tégrité.
En montant à bord d'un avion pour la Chine, Randy voit de nombreuses autres personnes comme des joueurs de NBA ou des personnages appartenant à Disney s'y rendent également pour développer leurs activités. Il est arrêté en Chine lorsque ses plantes sont découvertes dans ses bagages, Randy est emprisonné dans un camp où il est témoin d'une exécution sommaire. Il est soumis à la rééducation par le travail, la torture et le Parti Communiste Chinois.
Lors d'une répétition de Crimson Dawn où Stan exprime sa haine envers la vie à la ferme, son père et tout ce qui est en rapport, le groupe composé de Kenny, Butters et Jimmy reçoit la visite de l'ancien producteur des Bébés PC qui souhaite faire un biopic sur le groupe. Tout ça parce que les ressources musicales traditionnelles telles que les albums et les tournées mondiales ne sont plus rentables, Stan accepte en espérant quitter la Ferme Tégrité. Lorsque la structure du film est discutée, les camarades de groupe apprennent que certains aspects de leur vie devront être édités afin de rendre le film commercialisable en Chine en raison de leur censure extrême.
En prison, Randy rencontre des détenus assez spéciaux : Winnie l'Ourson et Porcinet.
Ils sont emprisonnés car des sites Internet ont comparé Xi Jinping avec l'Ourson lors de sa rencontre avec Obama où lui-même avait été comparé à Tigrou, ils sont censurés de la Chine et emprisonnés donc. Quand Randy est amené devant un tribunal, il critique le Gouvernement Chinois pour la façon dont il traite les détenus, les accusant de manquer de "tégrité" (référence à Intégrité).
Quand Mickey Mouse apprend les critiques de Randy, il confronte avec colère Randy à propos de l'entreprise chinoise qu'il perd à cause de cela. Mais le père de Stan reste ferme sur sa conviction que les affaires ne devraient pas être menées sur l'intimidation, et lui exprime son idée d'importation de la marijuana. Lorsque Randy et Mickey font valoir leurs arguments auprès des responsables chinois, leur offre est rejeté, ce que Mickey attribue à l'affaire Winnie l'Ourson. Randy répond en utilisant du miel pour attirer Winnie dans une ruelle isolée et en l'étranglant à mort devant Porcinet qui est horrifié.
Pendant le tournage du film Crimson Dawn, la censure continue au point que les autorités chinoises sont sur le point d'approuver le contenu. Le producteur demande à Stan de réécrire le scénario que son cœur lui dira, mais l'enfant au bonnet rouge et bleu est frustré par un censeur chinois qui efface ce qu'il désapprouve (sur ordi et sur feuille). Plus tard avec ses camarades de groupe, Stan se rend compte que le seul film qui sera accepté en Chine est quelque chose d'irréalisable.
Puis Cartman et Kyle sortent d'un bus après leur séjour dans un centre de détention ICE, les retrouvailles inspirent Stan pour un nouveau biopic mais sur leur ancien groupe : les Fingerbang. Mais il change d'avis pendant le tournage, disant que peu importe à quel point il souhaite quitter sa ferme, il ne peut pas se résoudre à conclure un accord avec la Chine. Il dit aussi que quiconque fait un accord avec eux, est sans valeur. Pendant ce temps, la "Beuh" Tégrité est devenu légal en Chine. Alors qu'un camion-benne dépose un tas d'argent à la ferme pendant un repas en famille, Randy revient couvert de miel et de sang. Stan lui demande pourquoi il est recouvert de miel et de sang, Randy admet avoir tué Winnie l'Ourson pendant que Stan quitte tranquillement la table pour écrire une autre chanson sur son père.